# Akísids
La família dels akísids (Akysidae) és constituïda per peixos actinopterigis d'aigua dolça i de l'ordre dels siluriformes
que es troba al Sud-est asiàtic. i que es caracteritza per tenir quatre parells de barbes sensorials.

## Gèneres i espècies
- Acrochordonichthys (Bleeker, 1857)[2]
- Akysis (Bleeker, 1858)[3]
- Breitensteinia (Steindachner, 1881)[4]
  - Breitensteinia cessator  (Ng & Siebert, 1998)
  - Breitensteinia hypselurus  (Ng & Seibert, 1998)
  - Breitensteinia insignis  (Steindachner, 1881)
- Parakysis (Herre, 1940)[5]
  - Parakysis anomalopteryx  (Roberts, 1989)
  - Parakysis grandis  (Ng & Lim, 1995)
  - Parakysis hystriculus  (Ng, 2009)
  - Parakysis longirostris  (Ng & Lim, 1995)
  - Parakysis notialis  (Ng & Kottelat, 2003)
  - Parakysis verrucosus  (Herre, 1940)
- Pseudobagarius (Ferraris, 2007)[6][7][8][9][10][11][12]